# Matiel Mogannam
Matiel Toohem Mogannam (Líbano, 1899 – Estados Unidos, 1992) fue una importante figura del movimiento de mujeres palestinas durante el Mandato Británico y previó a la catástrofe (Al-Nakba) palestina. Organizó, junto a otras mujeres, el Congreso de Mujeres Árabes Palestinas en 1929 y fue Secretaria General del Comité Ejecutivo de Mujeres Cristianas y Musulmanas resultante del mismo. También creó la Unión de Mujeres Árabes de Ramala en 1939 y es la autora del libro La mujer árabe y el problema palestino (London: Herbert Joseph, 1937).

## Biografía
Matiel Mogannam nació en el Líbano el 15 de febrero de 1899, en el seno de una familia cristiana palestina. Se mudó a Nueva York, Estados Unidos cuando era una niña para luego regresar a Jerusalén, Palestina. Allí, "conoció su esposo, el abogado y miembro del Partido de Defensa Nacional, Mogannam Mogannam" Notablemente, no venía de una familia prominente, como ocurría con la mayoría de sus compañeras en el movimiento de mujeres de la época pertenecientes a la élite de Jerusalén. Más bien, por alguna razón, "las mujeres cristianas que se envolvían en el movimiento tendían a pertenecer a la clase media de profesionales menos favorecida".
Sin embargo, esto no fue un limitante a su accionar. En 1929 motivada por "la ilegalidad del accionar del Gobierno Británico en Palestina, los continuos actos de violencia hacia la sociedad local, la pérdida de tierras a manos de los judíos europeos que inmigraban de Europa y el imperialismo, resultó el más grande cambio en la vida de las mujeres árabes en Palestina y en la concentración de sus fuerzas", pues junto a Tarab Abd al-Hadi organizó el Primer Congreso de Mujeres Árabes Palestinas. A partir de este evento, se creó un Comité Ejecutivo del cual ella fue parte como secretaria general, y se dio una primera consolidación del movimiento de mujeres palestinas frente a las dinámicas políticas y sociales que iban apareciendo, entre ellas, "la Declaración Balfour, la inmigración sionista, la Ordenanza de Castigo Colectivo y el maltrato a los prisioneros árabes por la policía".

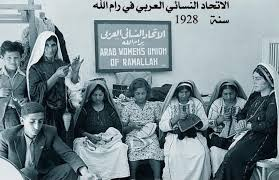
Unión de Mujeres Árabes de Ramala.

Para 1938, participó en la Conferencia de Mujeres de Oriente celebrada en el Cairo dirigida por Hanan Ashrawi. Sin embargo, a partir de "la división en facciones de la Asociación de Mujeres Árabes Palestinas creó, tomando una corriente más caritativa (de la división entre lo político y lo caritativo), la Unión de Mujeres Árabes en Ramala en 1939, a través de la cual realizó actividades de socorro y caridad, incluyendo talleres de costura y bordado para mujeres". Luego de la catástrofe palestina (al-nakba) de 1948 su actividad política disminuyó. Siguió presidiendo su organización y en 1980 regresó finalmente a los Estados Unidos hasta su fallecimiento en 1992.

## Aportes
Matiel Mogannam ganó notoriedad no solo por ser la principal portavoz del Comité Ejecutivo de Mujeres Árabes, sino por su aporte escrito y liderazgo dentro del movimiento. Una de las acciones más representativas fue el discurso dado frente a Sir Edmund Allenby, el comandante británico que quitó el poder de Jerusalén a los otomanos, liderando la creación del Gobierno del Mandato Británico en Palestina. Su discurso fue promulgado cuando Allenby visitó Jerusalén en 1933 para inaugurar el edificio de la Asociación de Mujeres Jóvenes Cristianas (YMCA, por sus siglas en inglés) y establecía:
“Es la segunda vez en la historia de nuestro movimiento que realizamos tal manifestación. De este modo, deseamos mostrar a todo el mundo la grave situación a la que hemos llegado, debido a la injusta y opresiva política impuesta sobre nosotros bajo la Administración Colonial que ha sido configurada en el país con el disfraz de Mandato. Es la segunda vez que proclamamos a través de una manifestación pacífica que la nación Árabe que vive en el barrio de estos dos sitios sagrados, la Mezquita de Al Aqsa y el Santo Sepulcro, celebrado en veneración y santidad por ambos el mundo oriental y occidental, no toleraremos ningún tipo de injusticia o  nos rendiremos a tal humillación. Deseamos hacerle saber a todas las naciones en Oriente y Occidente que, a pesar de tal administración imperialista, continuaremos trabajando, completamente unidos, hasta que alcancemos nuestras promesas nacionales.
Los Aliados hicieron una alianza con nosotros cuando ellos necesitaban nuestra ayuda. Peleamos junto a ellos lado a lado. Muchos de nuestros hombres encontraron su muerte como mártires en el campo de batalla, y su sangre cubrió muchos lugares para restaurar nuestra libertad perdida y recobrar nuestros derechos violados. Pero cuando los Aliados consiguieron su objetivo nos menospreciaron e incumplieron las  promesas que nos habían dado. En este país, la Tierra Santa, ellos se esforzaron en aplicar una política injusta que tendrá como resultado la aniquilación de la nación Árabe, expropiandolos de su tierra y privándolos de sus recursos. Una administración mezclada de tendencias Coloniales y Sionistas fue establecida en el país contrario a los deseos del pueblo. Nuestra corta experiencia ha mostrado que como resultado de la política de esta Administración la estructura Nacional de los Árabes fue socavada y sus aspiraciones frustradas.
Vemos ante nosotros la sombra de nuestro completo exterminio como nación, y el desalojo de nuestra tierra sobre la cual nosotros y nuestros padres y ancestros han vivido por siglos. Sin embargo, no perdemos la esperanza. Estamos seguros de que, una vez se den cuenta de su error, el Gobierno Británico encontrará un remedio para cambiar esta deplorable situación.
Por quince años hemos hecho repetidas peticiones al Gobierno del Mandato por un cambio de su política destructiva, pero parece que ellos tienen ‘oídos y no escuchan, ellos tienen ojos y no ven.´ Es ahora de conocimiento común que la independencia se toma no se da, y que la lucha de cualquier nación por obtener sus derechos infringidos y restaurar sus soberanía usurpada debe en ultimas tener sus frutos. No dejen que ese día llegue cuando la acción colectiva más efectiva y aplastante sea ejercida por cada Árabe en este país, pues las consecuencias de ese día no serán deseables.
Nos conviene, mis queridas hermanas, ahora que nos posicionamos reverentemente frente a la Mezquita de Omar Ibn Al-Khattab, el gran Conquistador Árabe, revisar por un momento nuestro pasado y dibujar desde nuestra gloriosa historia una lección para nuestro trabajo futuro y un incentivo para nuestra lucha nacional. Oremos para que el Todopoderoso otorgue a esta nación suficiente fortaleza y coraje para mantenerse como una imponente piedra frente todas las tentaciones y sus esfuerzos sean conseguidos con éxito”.
(Traducido desde el inglés tomado de “The Arab Woman and the palestinian problem” de Matiel Mogannam

### Obra

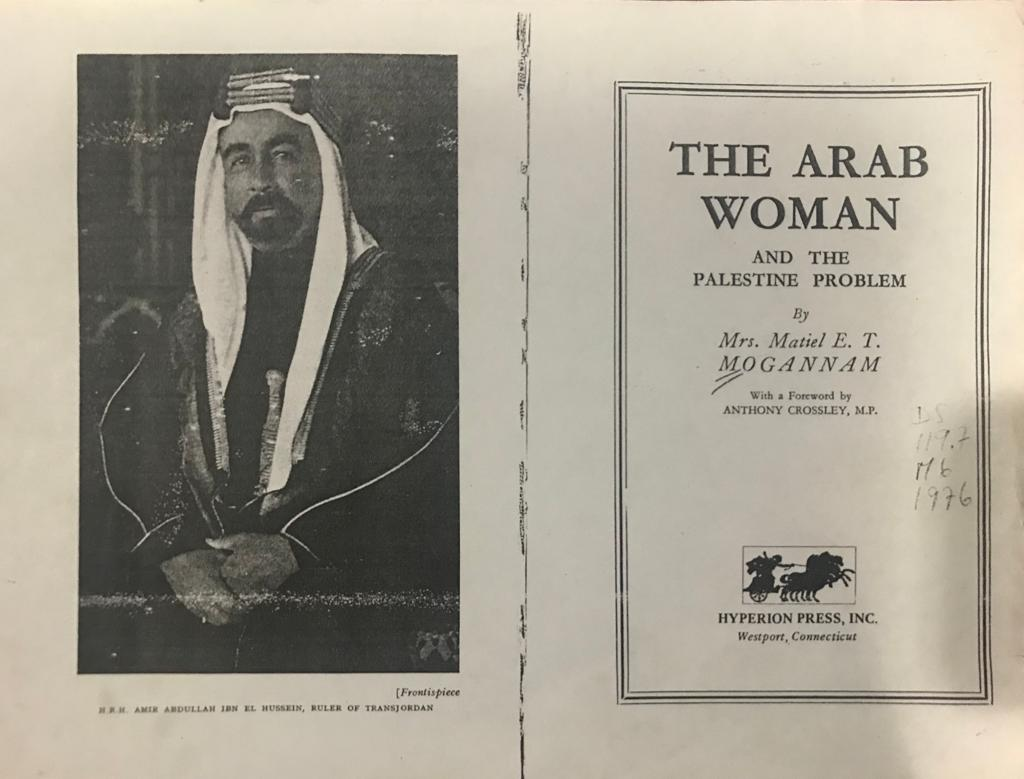
Portada de obra destacada

Para 1937 escribió su obra La mujer árabe y el problema palestino donde evidenció su pensamiento como fuerte defensora del pensamiento liberal burgués (debido a su alimentación de corrientes norteamericanas feministas de los años veinte y treinta donde los mayores logros se consiguieron a través de la ley), en el que la reforma viene directamente acompañada de una transformación legislativa. Los cambios se construyen desde arriba y llegan a la sociedad como una aplicación de la ley y la política social. Es solo mediante la legislación, dentro de lo que se denomina un gobierno representativo, que es posible lograr la obtención de derechos, en su mayoría ligados a los derechos políticos del sufragio universal y por tanto de la construcción de un estado nacional moderno. Ejemplo de ello, esta su relato del porqué "el gobierno del mandato no podía aprobar legislación para aumentar la edad mínima legal de casamiento para una niña (a catorce años) al no tener un consejo legislativo electo por el pueblo".
La obra la dividió en dos libros: el primero de ellos, denominado "la mujer árabe", en el que hizo un recorrido histórico que permitiese poner en cuestión las reformas sociales relacionadas con el matrimonio, el divorcio, la discriminación de la mujer y sus derechos, y así llegar a la situación de las mujeres organizadas en movimientos políticos y de resistencia. Siempre centrada en la importancia de la convivencia religiosa dentro del territorio que comprende los Lugares Santos, Jerusalén, Palestina.
De esta manera, se acercó al segundo libro llamado "El problema palestino", donde apelaba a una explicación general de lo que había sido su experiencia (y la de su marido) como actores políticos y de resistencia. En este sentido, resaltó la influencia de una Gran Nación Árabe como una idea que se venía gestando desde esos años desde Damasco, Siria, pero que tenía un gran limitante, el Mandato Británico sobre Palestina y la reciente llegada de inmigrantes europeos judíos al territorio que había provocado un problema por la tierra y por la pertenencia nacional e identitaria. No se limitó en su segundo libro a una mera descripción de los acontecimientos sino que analizó en retrospectiva en mismo movimiento del que ella formaba parte, mostrando las divisiones y limitaciones del movimiento político palestino del momento, con los partidos políticos como principales actores, pero siempre en relación con el gobierno del momento y su legislación. 
Matiel propuso al final de su texto una solución al problema que aquejaba a Palestina, manteniendo sin embargo, una actitud de desesperanza y desolación frente a los acontecimientos. Cualquier esquema o solución que se propusiera debía contener suficientes salvavidas contra la ocurrencia de futuros desórdenes similares a aquellos por los cuales Palestina no había sido salvada; debe ser tal que habilitara al pueblo de Palestina a trabajar por la construcción de un Estado moderno digno de su nombre, formando, como debía ser, parte importante de una Federación Árabe y haciendo sus contribuciones a la paz mundial".